# 勒博塞 (沃克吕兹省)
勒博塞 （法語：Le Beaucet，法語發音：[lə bosɛ]）是法国沃克吕兹省的一个市镇，属于卡庞特拉区。

## 地理
勒博塞（43°59'2"N, 5°7'10"E）面积9.04 平方千米，位于法国普罗旺斯-阿尔卑斯-蓝色海岸大区沃克吕兹省，该省份为法国东南部内陆省份，北起德龙省，西北接阿尔代什省，西接加尔省，南至罗讷河口省，东南角与瓦尔省接壤，东临上普罗旺斯阿尔卑斯省。
与勒博塞接壤的市镇（或旧市镇、城区）包括：戈尔德、拉罗克叙佩尔讷、圣迪迪耶、索马讷德沃克吕兹、沃纳斯克。

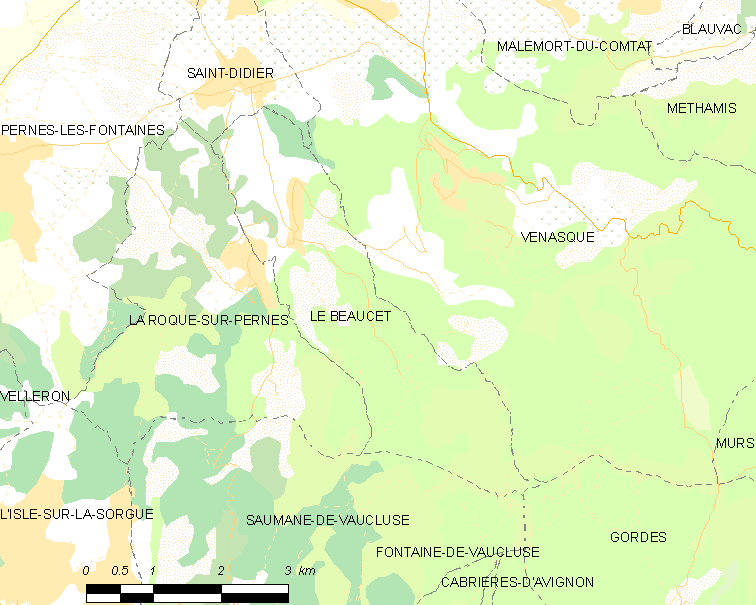
的OSM定位图

勒博塞的时区为UTC+01:00、UTC+02:00（夏令时）。

## 行政
勒博塞的邮政编码为84210，INSEE市镇编码为84011。

## 政治
勒博塞所属的省级选区为佩尔讷莱方丹县。

## 人口

1962-2008年间人口变化图示

勒博塞于2022年1月1日时的人口数量为381人。